# Sue Kaufman
Sue Kaufman (* 7. August 1926 in Long Island, New York; † 25. Juni 1977 in New York City) war eine US-amerikanische Autorin, bekannt durch Diary of a Mad Housewife.

## Leben
Sie machte ihren Abschluss am Vassar College im Jahre 1947. 1953 heiratete sie einen Doktor namens Jeremiah Abraham Barondess, mit dem sie einen Sohn hatte. Am Vassar leistete sie etwas redaktionelle Arbeit und begann zu schreiben. Ihre Arbeiten erschienen in den Zeitschriften The Atlantic Monthly, The Paris Review, und The Saturday Evening Post. Ihr erster Roman erschien im Jahre 1959. 1967 schrieb sie Diary of a Mad Housewife, das auch verfilmt wurde. Sie starb im Jahre 1977 nach langer Krankheit.
Der Sue Kaufman Prize for First Fiction wurde nach ihr benannt.

## Werke
- The Happy summer days, 1959
- Green Holly, 1961
- Diary of a Mad Housewife, 1967
- The Headshrinker's test, 1969
- Falling Bodies, 1974
- The Master and other stories, 1976